# Col du Granier
Pour les articles homonymes, voir Granier.
Le col du Granier est un col de montagne situé en France, dans le département de la Savoie en région Auvergne-Rhône-Alpes.

## Géographie
Le col se trouve dans le sud-ouest du département de la Savoie, sur la commune d'Apremont, dans le nord-est du massif de la Chartreuse, au sud de Chambéry. La limite départementale entre la Savoie et l'Isère passe à quelques dizaines de mètres au sud-est du col. Avec ses 1 133 mètres d'altitude, il est le point haut le plus septentrional de la longue dépression « des trois cols », mais aussi le plus large, ouvert dans le massif de la Chartreuse.
Il est dominé au sud-est par le mont Granier et au nord-ouest par la pointe de la Bornée. Au nord-est, il s'ouvre sur la trouée des Marches, face au massif des Bauges, et vers l'est, le regard porte sur la chaîne de Belledonne et le Grand Arc par delà la combe de Savoie.
Le col est franchi par la route départementale 912 entre Chambéry et Saint-Pierre-d'Entremont ainsi que la 285a venant de Chapareillan et qui rejoint la 912 au col. Aucun itinéraire de randonnée d'importance ne passe par le col mais vers l'ouest se trouve le sentier de grande randonnée de pays Tour de Chartreuse ; depuis le col, un point de vue panoramique sur l'adret de la pointe de la Bornée est accessible par une courte randonnée.

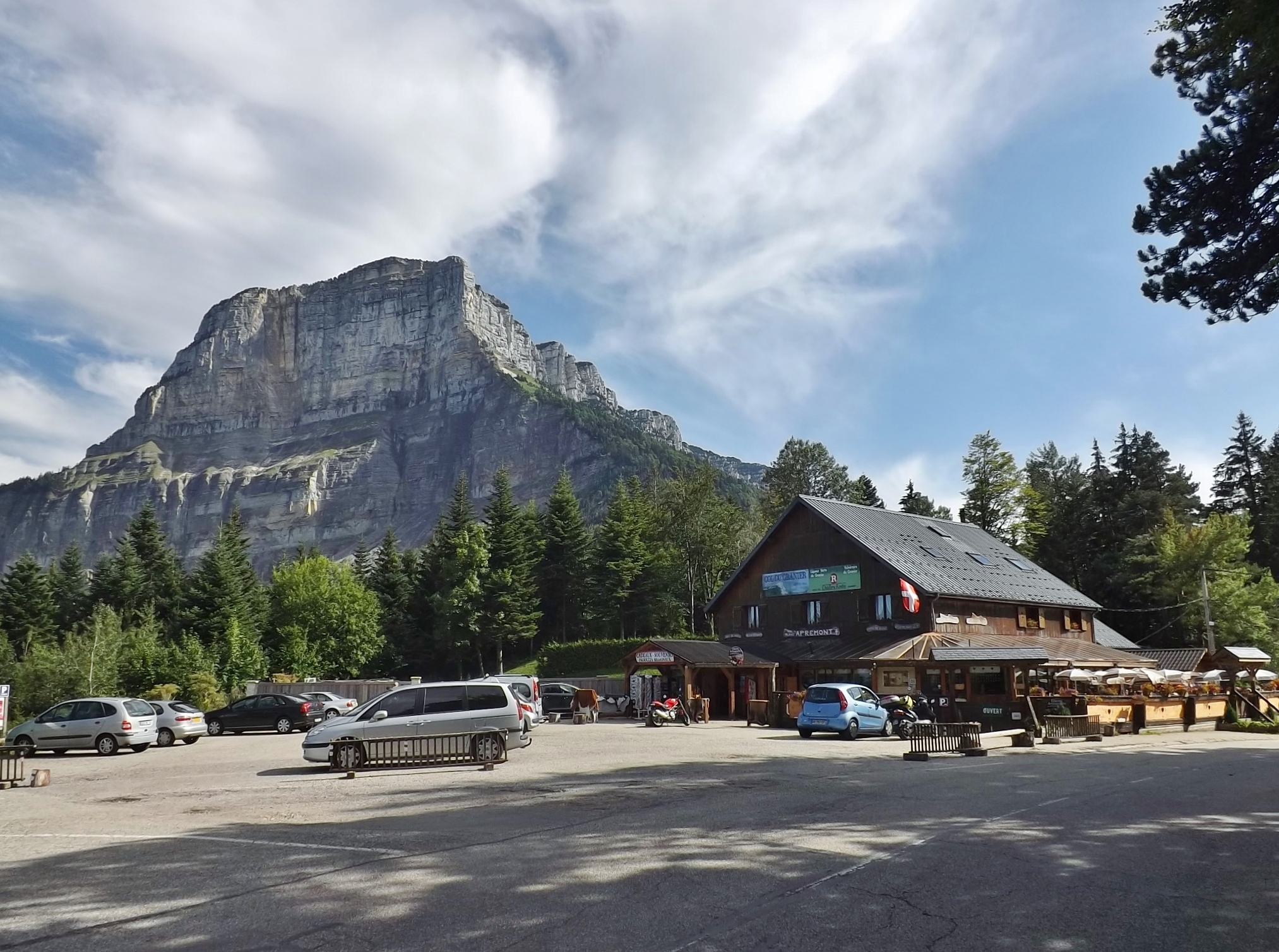
Vue du col avec le mont Granier en arrière-plan, en été.

## Cyclisme

Carte topographique du nord-est du massif de la Chartreuse avec le col du Granier en haut à gauche.

### Profil de l'ascension
Le col relie les villages d'Entremont-le-Vieux au sud à Apremont au nord, et à Chapareillan à l'est, la route secondaire atteignant ce dernier étant de loin la plus difficile : 9,5 km avec un passage à 17,9 % et une moyenne de 8,1 %.

### Tour de France
Le col du Granier a été franchi au total à 17 reprises par le Tour de France. Il a été classé alternativement en 1re et 2e catégorie. Voici les coureurs qui ont franchi les premiers le col :
- 1947 : Pierre Brambilla  Italie
- 1948 : Gino Bartali  Italie
- 1951 : Bernardo Ruiz  Espagne
- 1958 : Charly Gaul  Luxembourg
- 1960 : René Marigil  Espagne
- 1961 : Charly Gaul  Luxembourg
- 1962 : Raymond Poulidor  France
- 1965 : Julio Jiménez  Espagne
- 1968 : Roger Pingeon  France
- 1970 : Andrés Gandarias  Espagne
- 1972 : Lucien Van Impe  Belgique
- 1978 : Hennie Kuiper  Pays-Bas
- 1983 : Christian Jourdan  France
- 1985 : Reynel Montoya  Colombie
- 1989 : Pedro Delgado  Espagne
- 1998 : Stéphane Heulot  France
- 2012 : Robert Kišerlovski  Croatie

### Critérium du Dauphiné
| Année | Étape | Catégorie | 1er au sommet      |
| ----- | ----- | --------- | ------------------ |
| 2019  | 7     | 1         | Julian Alaphilippe |
| 2023  | 8     | HC        | Tiesj Benoot       |
| 2024  | 6     | 2         | Thibault Guernalec |

### Tour de France Femmes
Le col du Granier est gravi depuis la vallée des Entremonts au cours de la 7e étape du Tour de France Femmes 2025, entre Bourg-en-Bresse et Chambéry. Classé en 2e catégorie, il est franchi en premier par la Française Maëva Squiban, qui remporte l'étape dans la préfecture savoyarde.